# Права человека в Кыргызстане
Права человека в Кыргызской Республике закреплены Конституцией, главным образом — в разделе втором, «Права и свободы человека и гражданина». Кыргызская Республика является членом ООН, ОБСЕ и СНГ. Конституционный суд упразднён в 2010 году; функции конституционного контроля согласно ст. 97 новой конституции, принятой летом 2010 года, стала выполнять особая Конституционная палата Верховного суда, работу которой регулирует конституционный закон (работает с 2013 года). С 2002 г. существует должность омбудсмена (акыйкатчы). В соответствии со статьей 109 Конституции Кыргызской Республики парламентский контроль за соблюдением прав человека и гражданина в Кыргызской Республике осуществляется Акыйкатчы (Омбудсменом) Кыргызской Республики. Согласно статье 110 Конституции Кыргызской Республики деятельность осуществления полномочий определяется Конституционным законом Кыргызской Республики, который входит к органам власти со специальным статусом.

## Участие в международной системе защиты прав человека
| Основные документы ООН | Участие Киргизии                                                               | Основные документы СНГ                                                       | Участие Киргизии         |
| Международная конвенция о ликвидации всех форм расовой дискриминации                                                                    | Присоединение в 1997 г., заявление о допущении индивидуальных жалоб не сделано | Конвенция СНГ о правах и основных свободах человека                          | Ратифицирована в 2003 г. |
| Международный пакт о гражданских и политических правах                                                                                  | Присоединение в 1994 г.                                                        | Конвенция о стандартах демократических выборов, избирательных прав и свобод  | Ратифицирована в 2003 г. |
| Факультативный протокол к Международному пакту о гражданских и политических правах                                                      | Присоединение в 1994 г.                                                        | Конвенция об обеспечении прав лиц, принадлежащих к национальным меньшинствам | Ратифицирована в 2003 г. |
| Второй Факультативный протокол к Международному пакту о гражданских и политических правах                                               | Присоединение в 2010 г.                                                        | .                                                                            | .                        |
| Международный пакт об экономических, социальных и культурных правах                                                                     | Присоединение в 1994 г.                                                        | .                                                                            | .                        |
| Конвенция о ликвидации всех форм дискриминации в отношении женщин                                                                       | Присоединение в 1997 г.                                                        | .                                                                            | .                        |
| Факультативный протокол к Конвенции о ликвидации всех форм дискриминации в отношении женщин                                             | Присоединение в 2002 г.                                                        | .                                                                            | .                        |
| Конвенция против пыток и других жестоких, бесчеловечных или унижающих достоинство видов обращения и наказания                           | Присоединение в 1997 г., заявление о допущении индивидуальных жалоб не сделано | .                                                                            | .                        |
| Факультативный протокол к Конвенции против пыток и других жестоких, бесчеловечных или унижающих достоинство видов обращения и наказания | Присоединение в 2008 г.                                                        | .                                                                            | .                        |
| Конвенция о правах ребёнка | Присоединение в 1994 г.                                                        | .                                                                            | .                        |
| Факультативный протокол к Конвенции о правах ребёнка, касающийся участия детей в вооружённых конфликтах                                 | Присоединение в 2003 г.                                                        | .                                                                            | .                        |
| Факультативный протокол к Конвенции о правах ребёнка, касающийся торговли детьми, детской проституции и детской порнографии             | Присоединение в 2003 г.                                                        | .                                                                            | .                        |
| Международная конвенция о защите прав всех трудящихся-мигрантов и членов их семей                                                       | Присоединение в 2003 г., заявление о допущении индивидуальных жалоб не сделано | .                                                                            | .                        |
| Конвенция о правах инвалидов | Ратифицирована в 2019 г.                                                       | .                                                                            | .                        |
| Факультативный протокол к Конвенции о правах инвалидов                                                                                  | Не подписан                                                                    | .                                                                            | .                        |
| Международная конвенция для защиты всех лиц от насильственных исчезновений                                                              | Не подписана                                                                   | .                                                                            | .                        |

## Внешние ссылки
Государственные органы:
- Омбудсмен Архивная копия от 4 июня 2012 на Wayback Machine
- Национальный доклад по правам человека в Кыргызской Республике (недоступная ссылка), 2010
- Национальная программа «Права человека» на 2002—2010 гг., 2002

Межгосударственные организации:
- Права человека в Киргизии на портале УВКПЧ ООН Архивная копия от 21 ноября 2010 на Wayback Machine (англ.)
- Документы БДИПЧ ОБСЕ Архивная копия от 11 марта 2011 на Wayback Machine (рус.) (англ.) (киргиз.) и СНГ Архивная копия от 8 марта 2012 на Wayback Machine о выборах в Киргизии
- Документы Венецианской комиссии по Киргизии (англ.)

Иностранные государства:
- Доклады ГосДепа США по Киргизии Архивная копия от 27 мая 2020 на Wayback Machine

Негосударственные организации:
- Киргизия на портале «Права человека в Центральной Азии»
- Документы о Киргизии на портале «Хьюман Райтс Вотч» Архивная копия от 10 апреля 2015 на Wayback Machine
- Раздел о Киргизии доклада-2010 «Международной амнистии»
- Раздел о Киргизии доклада-2010 «Freedom House» Архивная копия от 15 декабря 2010 на Wayback Machine (англ.)
- Центр Содействия Международной Защите Архивная копия от 17 декабря 2010 на Wayback Machine
- Права человека в Киргизии
- Кыргызский комитет по правам человека Архивная копия от 22 марта 2022 на Wayback Machine
- Киргизия Архивная копия от 6 декабря 2010 на Wayback Machine на сайте Права человека в России